# Somos los mejores
Somos los mejores es una película de Argentina en blanco y negro  dirigida por Federico Padilla sobre el guion de Norberto Aroldi que se estrenó el 21 de noviembre de 1968 y que tuvo como protagonistas a Carlos Balá, Sergio Renán, Javier Portales, Luis Brandoni y Emilio Disi.
La divertida historia de la barra argentina que fue a Mánchester a alentar a Estudiantes de La Plata en la final intercontinental de fútbol

## Reparto
- Carlos Balá	...	Viceversa
- Sergio Renán...	Nacho Radrizzani
- Javier Portales	...	Lopecito
- Luis Brandoni...	Jaime
- Emilio Disi	...	Nene
- Jorge Luz	...	Etelvina
- Dringue Farías	...Chantacuadro
- Dorys del Valle *  Fenia  Romay Martínez
- Fernando Iglesias
- Aníbal Troilo …Él mismo
- Sergio Corona

## Comentarios
La Razón dijo:

”Un entretenimiento a medias, frustrado por un argumento de escaso interés hilvanado en forma incoherente.”

La Nación dijo:

”Comedia de grueso tono humorístico y de factura elemental.”

Manrupe y Portela escriben:

”Comedia oportunista que puede servir para ilustrar un momento del fútbol argentino con sus primeros títulos internacionales.”